# Heterosais
Genre

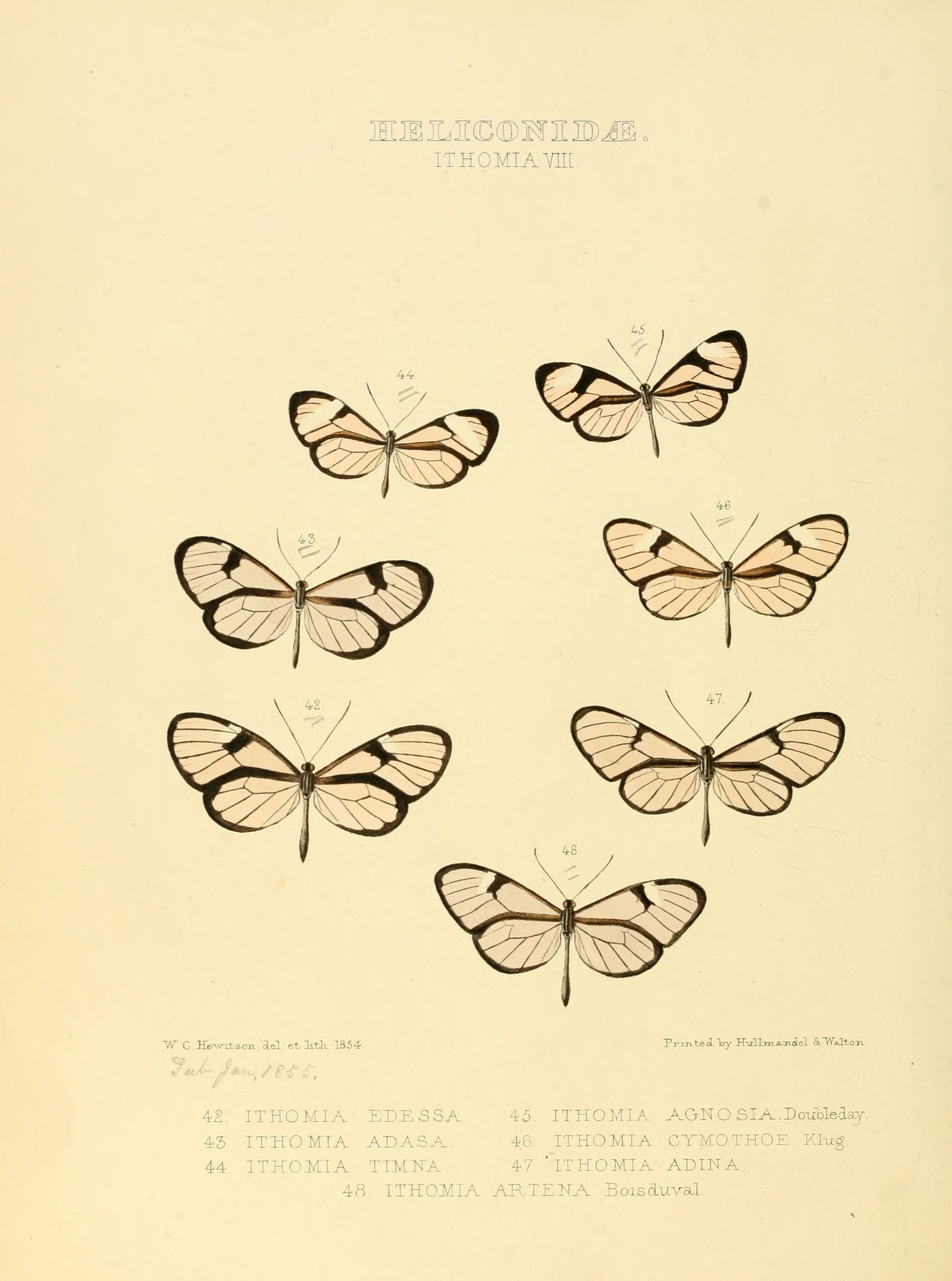

Heterosais est un genre de papillons de la famille des Nymphalidae et de la sous-famille des Danainae.

## Historique et  dénomination
Le genre Heterosais a été nommé par Frederick DuCane Godman et Osbert Salvin en 1880.

## Liste des espèces
- Heterosais edessa (Hewitson, 1855) ; présent au Costa Rica et en Bolivie.
- Heterosais giulia (Hewitson, 1855) ; présent au Panama, en Équateur, en Colombie, au Venezuela et au Brésil[1].